# Voděrady (okres Rychnov nad Kněžnou)
Voděrady (německy Wodierad) jsou obec, která se nachází v okrese Rychnov nad Kněžnou v Královéhradeckém kraji. Žije zde 724 obyvatel.

## Znak obce
Popis: v modrém štítě zlatý dorůstající půlměsíc. Mezi hroty kosmo položený, dolů obrácený zlatý klíč zuby vzhůru, šikmo podložený stříbrným mečem se zlatým jílcem a záštitou hrotem dolů.
Autor návrhu znaku obce, heraldik Miroslav Pavlů, využil erbovního symbolu půlměsíce, převzatého z erbu domácího rodu vladyk z Voděrad, který spojil s motivem zkřížených atributů patronů voděradského kostela, sv. apoštolů Petra a Pavla. Zlatý půlměsíc zdobil též praporec jednoho z klenotů erbu častolovických Oppersdorfů, jimž Voděrady kdysi patřily. Modrá barva připomíná název obce a potok Javor.

## Historie
Obec patrně existovala již na přelomu 11. a 12. století jako osada závislá na knížecím hradě v Opočně nebo Hradci Králové. Souvisí to s místním jménem Voděrady, jehož původ je vysvětlován tak, že obyvatelé osady vykonávali pro správní knížecí středisko práce při údržbě vodních toků. První historicky dochovaná písemná zmínka však pochází až ze 14. století, konkrétně z roku 1355. Voděrady tehdy patřily do vlastnictví Radslava z Voděrad.
V letech 1495 až 1556 patřila vesnice pánům z Pernštejna. V roce 1559 koupil Voděrady Hanuš Haugvic z Biskupic, který také založil v této době vesnice Vyhnanice a Novou Ves. V roce 1577 přešlo celé panství do majetku Oppersdorfů z Dubu, držitelů Častolovic, a v roce 1684 je koupil Tomáš Černín z Chudenic. V roce 1695 se staly Voděrady majetkem Sternbergů a součástí častolovického panství pak Voděrady byly až do roku 1848. Za první republiky byl starostou obce poslanec československého parlamentu za Československou stranu lidovou Karel Řičář.

## Části obce
- Voděrady
- Ježkovice
- Nová Ves
- Uhřínovice
- Vojenice
- Vyhnanice